# مایک وارنی
مایک وارنی (انگلیسی: Mike Varney؛ زادهٔ ۱ ژانویه ۲۰۰۰) یک موسیقی‌دان اهل ایالات متحده آمریکا است. وی از سال ۱۹۸۰ میلادی تاکنون مشغول فعالیت بوده‌است.